# حسن‌آباد (سروستان)
حسن‌آباد، روستایی از توابع بخش مرکزی شهرستان سروستان در استان فارس ایران است.

## جمعیت
این روستا در دهستان سروستان (سروستان) قرار دارد و براساس سرشماری مرکز آمار ایران در سال ۱۳۸۵، جمعیت آن زیر سه خانوار بوده‌است.